# Oscar II. (Schiff)
Das 1907 von der schwedischen Flotte in Dienst gestellte Küstenpanzerschiff (schwedisch Pansarskepp) Oscar II. unterschied sich äußerlich von seinen Vorläufern durch drei Schornsteine. Sie blieb weltweit das einzige Küstenpanzerschiff mit drei Schornsteinen. Die Oscar II. war ein Einzelschiff und wurde von 1903 bis 1907 von der Lindholmens Varv in Göteborg als Weiterentwicklung der Äran-Klasse gebaut.
Die Hauptbewaffnung der Oscar II. mit zwei 210-mm-Einzeltürmen unterschied sich nicht von den fünf vorangehenden Schiffen seit der Dristigheten. Allerdings hatte das neue Schiff eine Veränderung in der Aufstellung der Mittelartillerie. Der Wunsch nach deren Verstärkung wurde durch den Einbau von vier seitlichen Doppeltürmen für die auf acht Geschütze verstärkte 152-mm-Batterie realisiert.
Für zehn Jahre war die Oscar II. bis zur Indienststellung des Küstenpanzerschiffs Sverige das stärkste Schiff der schwedischen Marine. Etwas größer war allerdings der auch 1907 in Dienst gekommene Panzerkreuzer Fylgia mit einer Verdrängung von bis 4980 t und 117 m Länge. Mitte der 30er Jahre wurde die Oscar II. stillgelegt und modernisiert. Sie kam am 30. Oktober 1939 wieder in Dienst und blieb während des Zweiten Weltkriegs im Dienst in Stockholm und für die Seekriegsschule.
1950 wurde das Schiff aus der Flottenliste gestrichen, aber ab 1952 an der Kriegsschule der Marine in Berga (Berga Örlogsskolor) für die Ausbildung bei Schäden und Unfällen genutzt und erst 1974 zur Verschrottung verkauft.

## Baugeschichte
Der Bau der Oscar II. wurde grundsätzlich 1901 bewilligt. Allerdings wurden verschiedene Varianten eines verbesserten Küstenpanzerschiffs geprüft. Der zuständige Ausschuss genehmigte 1902 dann den Bau eines vierten Schiffes der Äran-Klasse (Manligheten) und empfahl 1903 den Bau eines kaum veränderten weiteren Schiffes. Die Regierung entschied sich jedoch abweichend zum Bau eines etwas größeren und schnelleren Schiffes, für das das Parlament auch die Mittel genehmigte.
Der Motala-Konzern erhielt den Auftrag und entwickelte ein verbessertes Schiff auf der zum Konzern gehörigen Lindholm-Werft in Göteborg, wo die Oscar II. ab 1903 gebaut wurde. Das neue Panzerschiff erhielt den Namen des schwedischen Königs Oscar II. (1829–1907).

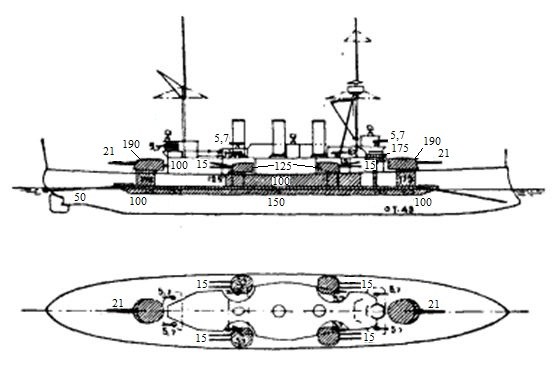
Plan der Oscar II. mit Panzerstärken

Als Hauptbewaffnung wurden, wie auf den fünf vorangegangenen Küstenpanzerschiffen, wieder zwei Einzeltürme mit 21-cm-L/44-Bofors-Schnellfeuergeschützen Modell 98 aufgestellt. Die Mittelartillerie wurde gegenüber diesen Schiffen allerdings um zwei Geschütze verstärkt. Um die Gewichtszunahme zu beschränken, wurden die Panzerung des Rumpfes leicht verringert und die acht 152-mm-L/44-Bofors-Schnellfeuergeschütze an den Seiten des Aufbaues in vier Doppeltürmen Modell 03 aufgestellt. Neben dem geringeren Gewicht ermöglichten die Doppeltürme auch bessere Feuerbereiche gegenüber dem Einbau von Einzeltürmen. Diese neuen Türme wurde auch auf dem Panzerkreuzer Fylgia und in einigen Landbefestigungen verwandt. Bei den leichten Waffen kamen zehn 57-mm-L/55-Finspång-Schnellfeuergeschütze Modell 89B wie auf den vorangegangenen Panzerschiffen zum Einbau. Gleiches galt für die Torpedobewaffnung mit zwei 45 cm-Breitseitrohren Modell 99. Dazu erhielt die Oscar II. noch drei 37-mm-Maschinenkanonen vom Modell 98B, mit denen bei Bedarf die großen Dampfbeiboote ausgerüstet werden konnten, wie es bei der Dristigheten eingeführt worden war.
Neben der Bewaffnung war auch die Antriebsanlage verändert worden. Die Oscar II. erhielt zehn statt der bisherigen acht Yarrow-Kessel, die bei ihr in drei Kesselräumen aufgestellt wurden. Die von Motala gelieferten Dreifach-Expansionsmaschinen verfügten erstmals bei einem schwedischen Kriegsschiff über je vier Zylinder und erreichten eine Konstruktionsleistung von 9400 PS und gaben der Oscar II. eine Höchstgeschwindigkeit 17,8 Knoten (kn).
Im Winter 1910 auf 1911 erhielt die Oscar II. wie die Schiffe der vorangegangenen Äran-Klasse und die Dristigheten einen Dreibeinmast und einen modernen Entfernungsmesser. Während des Ersten Weltkrieges tauschte sie noch zwei ihrer 57-mm-Geschütze gegen die Luftabwehrversion des 57-mm-Geschützes.
Beim Umbau 1938 bis Herbst 1939 wurden die Kessel getauscht und zwei für Ölfeuerung hergerichtet. Der Brückenaufbau wurde modernisiert und der hintere Mast entfernt.
Die alten 57-mm-Geschütze wurden ausgebaut, ebenso die Unterwassertorpedorohre, deren Platz für eine moderne Feuerleitanlage genutzt wurde.
Die neue Flugabwehrbewaffnung setzte sich aus zwei 75-mm-L/60-Zwillingsgeschützen des Modells 29, einem Zwillings-25-mm-Geschütz und zwei Zwillings-Maschinengewehren zusammen.
Die Verdrängung erhöhte sich auf maximal 4850 t.

## Einsatzgeschichte

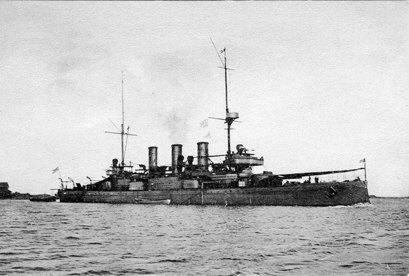
Oscar II. kurz nach der Fertigstellung

Die Oscar II. kam am 3. April 1907 in Dienst. Sie wurde das Flaggschiff der schwedischen Flotte. Noch im gleichen Jahr besuchte sie die britische Home Fleet in Portsmouth. Im Juli 1909 kam der schwedische König Gustav V. Adolf auf dem Küstenpanzerschiff zur Eröffnung der Fährverbindung Sassnitz-Trelleborg, der sogenannten Königslinie, an der auch der deutsche Kaiser teilnahm, der auf seiner Yacht Hohenzollern, begleitet vom Kleinen Kreuzer Hamburg, anreiste.
Am 30. November 1909 lief die Oscar II. zu ihrer ersten Winterfahrt ins Mittelmeer aus. Sie besuchte Le Havre, Malta, Alexandria, Naxos, Syros, erneut Naxos, Smyrna (heute Izmir), Milos, Venedig, Neapel, Capri, Toulon und Lissabon, ehe sie am 21. April 1910 wieder in Göteborg eintraf.
Zwei Jahre später blieb die Oscar II. erneut über den Winter im Dienst und besuchte zwischen dem 19. Dezember 1911 und dem 26. April 1912 Stettin, Leith, Amsterdam, Kopenhagen, Göteborg, Wilhelmshaven, Le Havre, Brest, Portsmouth und Hamburg.

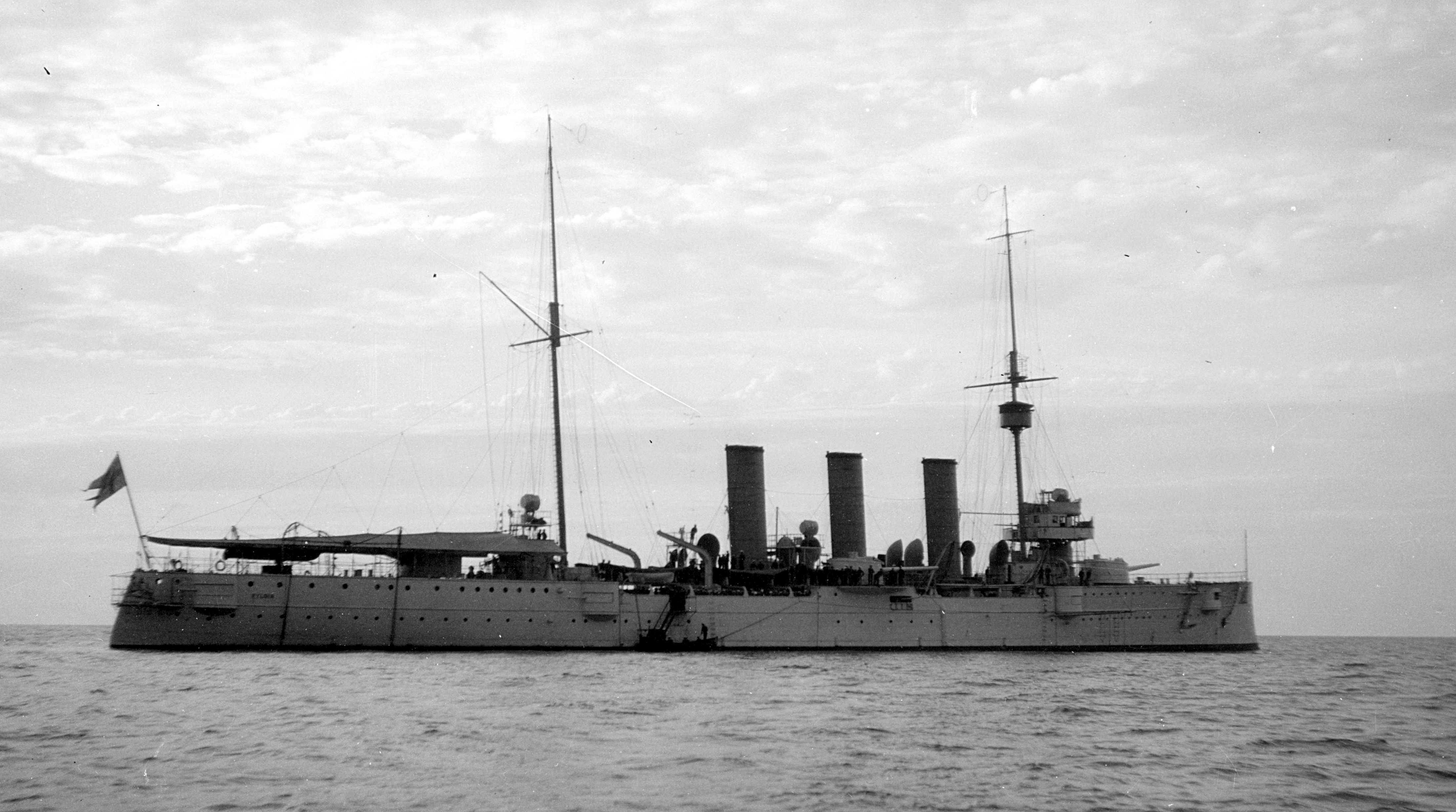
Der Panzerkreuzer Fylgia

Im Herbst 1912 reisten König Gustav V. und seine Frau Viktoria auf der Oscar II. von Stockholm zu einem Treffen mit dem Zaren und seiner Familie zur Insel Pitkäpaasi vor Wyborg. An der Reise nahmen auch das Panzerschiff Dristigheten, der Panzerkreuzer Fylgia und der Zerstörer Sigurd teil. Im Herbst 1913 folgte noch ein Besuch in Stettin, um ein Geschenk des schwedischen Königs an Kaiser Wilhelm II. zu überbringen.
Nach Einsatz in der Küstenüberwachung während des Ersten Weltkriegs wurde die inzwischen als Flaggschiff abgelöste Oscar II. mit dem neuen Flaggschiff Sverige zu den Aaland-Inseln entsandt, um das zuvor schon eingesetzte Panzerschiff Thor zu unterstützen. Am 20. Februar 1918 trafen sie vor Eckerö ein und sicherten am 25. Februar die Landung schwedischer Truppen, die auf dem Kanonenboot Svensksund und gecharterten Schiffen eintrafen.
Im Rahmen der Finnland-Intervention beanspruchte das Deutsche Reich die Aaland-Inseln aus angeblich logistischen Zwängen. Nachdem die Deutschen am Morgen des 5. März mit den Linienschiffen Westfalen und Rheinland erschienen, verlangten sie die Kontrolle über beinahe die gesamte Inselgruppe. Trotz Protesten in Schweden wurden die schwedischen Truppen bis zum 25. April schrittweise von den von Schweden bewohnten und bislang zu Russland gehörenden Inseln abgezogen. Die Oscar II. wurde mit den schwedischen Bodentruppen abgezogen.

### Ausbildungsreisen
1929 übernahm die Oscar II. Aufgaben in der Ausbildung und führte regelmäßig Auslandsreisen durch. Schon die erste Reise aus Karlskrona ab Juli 1929 führte sie bis in das Mittelmeer. Besucht wurden Kiel, Vlaardingen, Gibraltar, Barcelona, Leixões und Gravesend. Die sich anschließende fünfmonatige Ausbildungsreise vom 6. November 1929 bis zum 31. März 1930 führte nach La Coruña, Palermo, Alexandria, Istanbul, Piräus, Venedig, Toulon, Sevilla und Calais. Die Sommerreise 1930 wurde in zwei Teilen durchgeführt. Im Juni wurden Antwerpen und Lissabon besucht, um dann nach Göteborg zurückzukehren. Von dort wurde dann im Juli eine Reise nach Reykjavík durchgeführt, wo das isländische Parlament Althing sein 1000-jähriges Bestehen feierte. An der Reise nahm der schwedische Kronprinz Gustav Adolf teil, um die besonderen Beziehungen beider Länder zu ehren.
Erst 1934 erfolgte der nächste Einsatz des Küstenpanzerschiffes. Auf der Sommerreise wurden Taarbæk bei Kopenhagen, Vlissingen, Funchal, Cardiff, St. Helier auf Jersey und Leith (der Hafen von Edinburgh) besucht. Die am 29. November 1934 beginnende Winterreise führte nach Den Helder und Vlissingen, Gibraltar, Alicante, Bone (heute Annaba) und zum Jahreswechsel Tunis, Alexandria, Piräus, Neapel, Palma und Alcudia Bay auf Mallorca, Gibraltar und Portsmouth, bevor das Schiff am 21. März 1935 wieder nach Schweden zurückkehrte und in Malmö einlief.
Es folgten noch zwei Sommerreisen der Oscar II. vom 15. Mai bis zum 30. Juli 1935 nach Schiedam, Lissabon, Swansea, Gravesend und Kiel, sowie vom 12. Mai bis zum 29. Juli 1936 nach Taarbæk, Vlaardingen, Cádiz, Casablanca, Brest, Cardiff, Belfast und Bremen am 18. Juli.

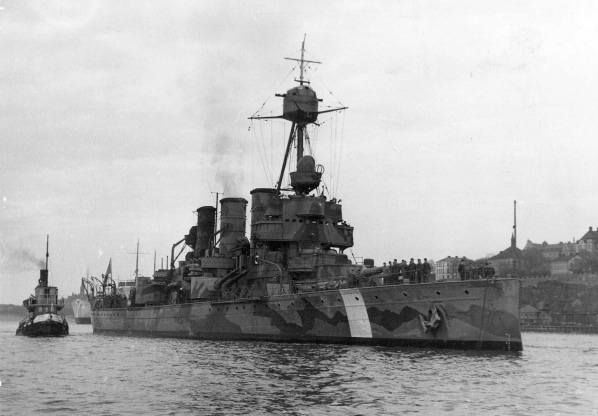
Die Oscar II. während des Zweiten Weltkriegs

Danach wurde das Schiff stillgelegt und dann die bis zum späten Herbst 1939 andauernde Modernisierung begonnen. Diese führte nicht zu einem Totalumbau wie bei anderen Schiffen.
Wieder im Dienst wurde die Oscar II. während des Zweiten Weltkriegs meist als Stationsschiff in Stockholm eingesetzt und sie war an der Nachwuchsausbildung beteiligt.
1946 und 1947 sollte das alte Küstenpanzerschiff noch eine Totalbereisung der schwedischen Küste von Haparanda im Bottnischen Meerbusen an der Grenze zu Finnland bis nach Strömstad am Skagerrak und der Grenze zu Norwegen durchführen. In Göteborg wurde diese jedoch abgebrochen und die Oscar II. lief über Malmö zurück nach Kopenhagen, um dort am 29. Januar 1947 die sterblichen Überreste des tödlich verunglückten Prinzen Gustav Adolf an Bord zu nehmen und nach Schweden zu überführen. Der Prinz war am 26. Januar beim Absturz einer DC-3 der niederländischen Fluggesellschaft KLM auf dem Flughafen Kastrup bei Kopenhagen ums Leben gekommen.
Im Sommer 1947 führte die letzte Auslandsreise die Oscar II. noch nach Larvik, Kopenhagen und Aarhus.

### Ende derOscar II.
Am 25. September 1947 kehrte die Oscar II. zum letzten Mal nach Karlskrona zurück, und Mitte Oktober wurde sie außer Dienst gestellt. Am 24. Februar 1950 wurde sie von der Flottenliste gestrichen.
1952 wurde das alte Schiff an die Seekriegsschule in Berga bei Stockholm abgegeben, um darauf Unfälle und ähnliches zu üben. Erst 1974 wurde es nach Göteborg zum Abbruch verkauft. Tatsächlich wurde das Küstenpanzerschiff Oscar II. dann in Kopenhagen verschrottet.

## Die schwedischen Küstenpanzerschiffe
| Name             | Stapellauf | Verdrängung | Länge         | Geschwindigkeit | Hauptbewaffnung                                 |
| ---------------- | ---------- | ----------- | ------------- | --------------- | ----------------------------------------------- |
| 3 Svea-Klasse    | 1885–1893  | 3100–3300 t | 77,6–82,0 m   | 15–16 kn        | 1 × 2 × 254-mm-, 4 × 152-mm-Geschütze           |
| 3 Oden-Klasse    | 1896–1898  | 3300–3400 t | 86,3 m        | 16,5–17 kn      | 2 × 254-mm-, 6 × 120-mm-Geschütze               |
| Dristigheten     | 1900       | 3550 t      | 89,0 m        | 16,5 kn         | 2 × 210-mm-, 6 × 152-mm-Geschütze               |
| 4 Äran-Klasse    | 1901–1903  | 3650 t      | 89,7 m        | 17 kn           | 2 × 210-mm-, 6 × 152-mm-Geschütze               |
| Oscar II.        | 1905       | 4270 t      | 95,6 m        | 18 kn           | 2 × 210-mm-, 4 × 2 × 152-mm-Geschütze           |
| 3 Sverige-Klasse | 1915–1918  | 6850–7125 t | 120,0–121,6 m | 22,5 kn         | 2 × 2 × 280-mm-, 1 × 2 × + 6 × 152-mm-Geschütze |